# MP Motorsport
MP Motorsport är ett nederländskt racingstall som för närvarande tävlar i FIA Formula 2 Championship, FIA Formula 3 Championship, Formula Regional European by Alpine Championship, Eurocup 3, Spanish Formula 4 Championship samt F1 Academy.
Stallet har också deltagit i Auto GP, Eurocup Formula Renault 2.0 och Formula Renault 2.0 Northern European Cup i samband med Manor Competition, med namnet Manor MP Motorsport tidigare.
MP Motorsport grundades 1995 av C.Kool som MyPromo.com Racing för sin son Ferdinand Kool för att tävla i karts. Truppen tävlade i lokala Benelux- och holländska Formel Ford-mästerskap.